# Jiří Škopek
Jiří Škopek (21. července 1933 Velim – 30. srpna 2018 Jaroměř) byl český malíř, grafik, restaurátor, keramik, ilustrátor a tvůrce betlémů.

## Život
Jiří Škopek se narodil ve Velimi u Kolína. Většinu života však prožil ve východních Čechách, na Jaroměřsku.
Na uměleckou dráhu vkročil na Střední uměleckoprůmyslové škole sklářské v Železném Brodě, kde se věnoval malování a leptání skla. Zde se také seznámil se svou budoucí manželkou, výtvarnicí Zdeňkou Součkovou, rozenou Veckovou. Jako umělec byl všestranný a velmi plodný, za svůj život uspořádal více než 100 výstav. Patřil mezi aktivní členy Českého sdružení přátel betlémů.

## Životní mezníky
- 1947–1951 	Střední uměleckoprůmyslová škola sklářská Železný Brod
- 1951–52 porcelánka Stará Role u Karlových Varů
- 1952	stěhování do Jaroměře
- 1953–1959 	VŠUP Ateliér animovaného filmu (prof. Adolf Hoffmeister)
- 1961–1980	učitel lidové školy umění v Jaroměři
- 1964–1982	výtvarník (Muzeum Boženy Němcové v České Skalici)
- 1990–2008 	učitel výtvarné výchovy a dějin umění (Střední průmyslová škola Jaroměř)

## Dílo

### Obrazy, krajinářské cykly, užité umění a pohlednice

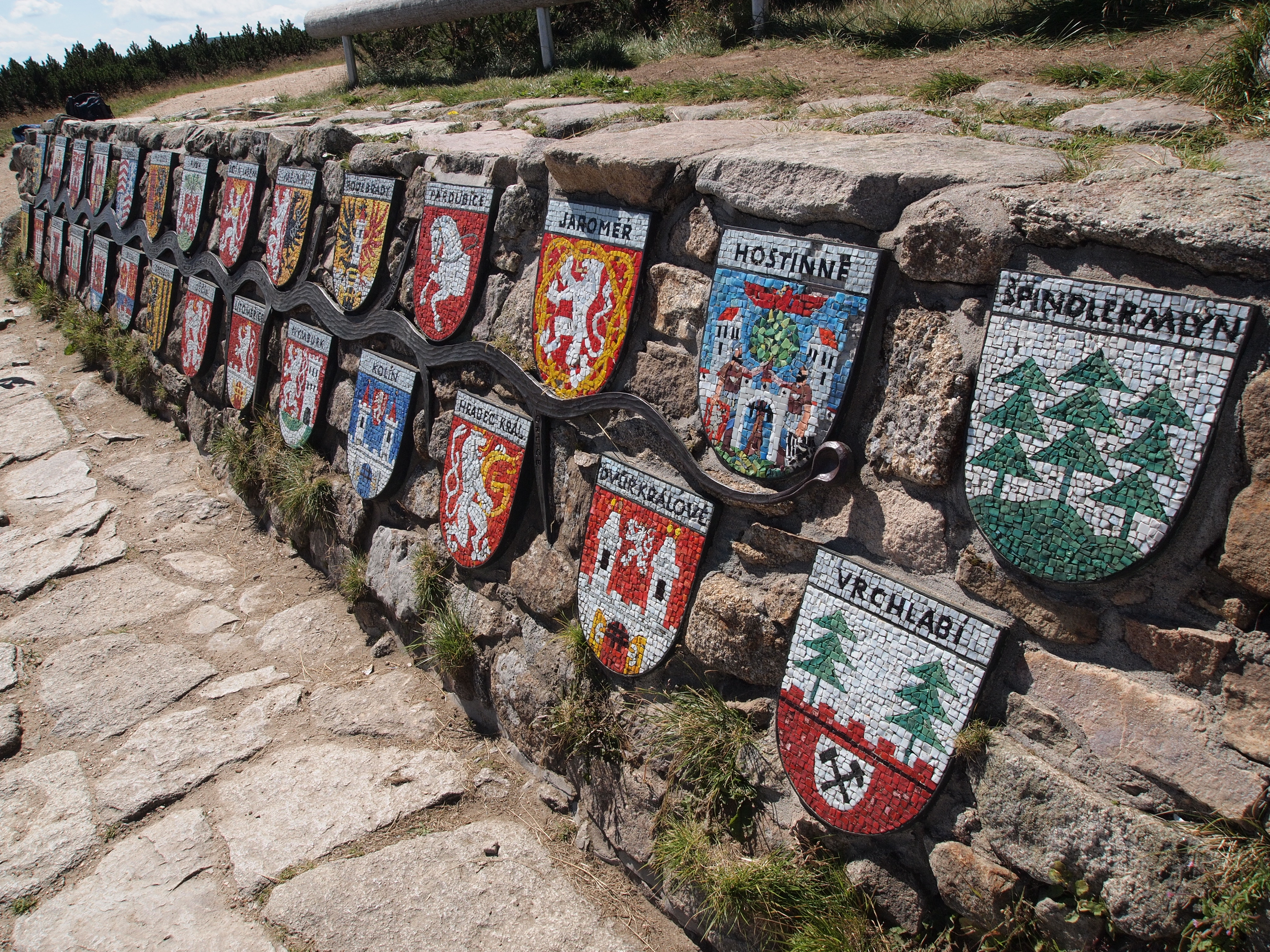
Znaky měst u pramene Labe

Do širokého povědomí se dostal zejména kreslenými pohlednicemi a kalendáři inspirovanými vesnickým životem Velimi, Jaroměře, Krkonoš a jejich okolí. Jiří Škopek vytvořil u pramene Labe jeho měděný reliéf Labe (1968) a 26 znaky českých a německých měst (2006), kterými řeka Labe protéká. Je autorem informačních tabulí na naučné stezce Babiččiným údolím.

### Betlémy
- 22 vystřihovacích betlémů[2]